# NGC 6598
NGC 6598 est une vaste galaxie spirale particulière située dans la constellation du Dragon. Sa vitesse par rapport au fond diffus cosmologique est de 8 234 ± 50 km/s, ce qui correspond à une distance de Hubble de 121,4 ± 8,5 Mpc (∼396 millions d'al). NGC 6598 a été découverte par l'astronome américain Lewis Swift en 1883.